# Лере (Франция)
Лере́ (фр. Léré) — коммуна во Франции, находится в регионе Центр. Департамент — Шер. Главный город кантона Лере. Округ коммуны — Бурж.
Код INSEE коммуны — 18125.
Коммуна расположена приблизительно в 160 км к югу от Парижа, в 90 км юго-восточнее Орлеана, в 60 км к северо-востоку от Буржа.

## Население
Население коммуны на 2008 год составляло 1217 человек.
| 1962 | 1968 | 1975 | 1982 | 1990 | 1999 | 2008 |
| ---- | ---- | ---- | ---- | ---- | ---- | ---- |
| 923  | 923  | 880  | 925  | 1161 | 1296 | 1217 |

## Экономика
В 2007 году среди 744 человек в трудоспособном возрасте (15-64 лет) 514 были экономически активными, 230 — неактивными (показатель активности — 69,1 %, в 1999 году было 64,1 %). Из 514 активных работали 462 человека (262 мужчины и 200 женщин), безработных было 52 (23 мужчины и 29 женщин). Среди 230 неактивных 55 человек были учениками или студентами, 100 — пенсионерами, 75 были неактивными по другим причинам.

## Достопримечательности
- Коллегиальная церковь Сен-Мартен[фр.] (XII век). Исторический памятник с 1912 года[3]
- Замок Виллат (XVII век). Исторический памятник с 1922 года[4]
- Деревянный дом (XV век). Исторический памятник с 1925 года[5]

## Фотогалерея

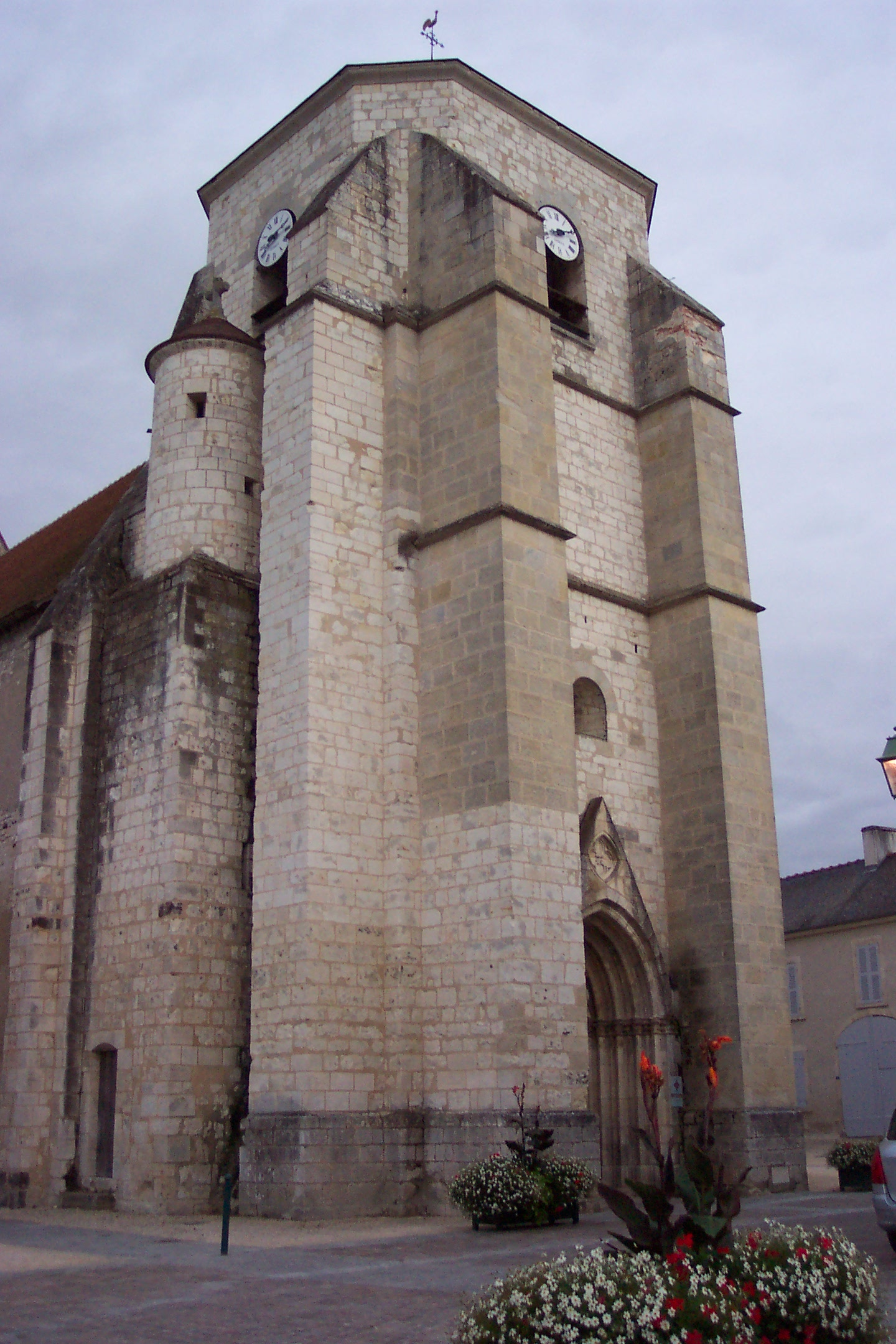
Коллегиальная церковь Сен-Мартен
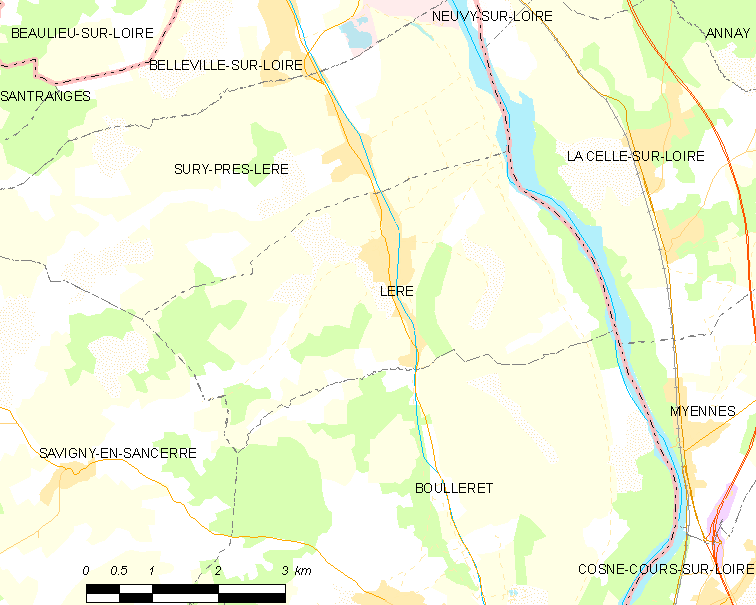
Карта коммуны